# Distretto di Kəlbəcər
Il distretto di Kəlbəcər (o anche Kelbajar o Kalbajar) è un distretto dell'Azerbaigian; al termine della prima guerra del Nagorno Karabakh è però risultato sotto controllo armeno rientrando nella repubblica de facto del Nagorno Karabakh, nella quale è stato diviso tra la regione di Martakert e quella di Šahowmyan. Dal 25 novembre 2020 è tornato sotto il controllo azero.
Il suo omonimo capoluogo è stato ribattezzato in armeno K'arvač̣aṙ.

## Storia
Il nome armeno del distretto è K'arvač̣aṙ (Քարվաճառ), corrispondente all'antico distretto di Vaykunik, uno dei dodici cantoni che formavano l'antica regione dell'Artsakh. Era anche conosciuto come "Khachen superiore" o "Tsar" (dal nome del suo capoluogo) e fu governato da uno dei rami del Principato di Khachen fino agli inizi del XIX secolo allorché finì sotto controllo russo.
Agli inizi del XVII secolo buona parte della popolazione armena era stata deportata ed il suo posto preso da comunità curde.
Al tempo del Kurdistan Rosso (Kurdistan Uyezd), distretto amministrativo sovietico in vigore tra il 1923 ed il 1929, quasi tre quarti della popolazione era composta da curdi. Dopo le deportazioni di Stalin la regione rimase prevalentemente abitata da azeri.

### Il distretto al tempo della guerra
Prima dello scoppio del conflitto la composizione etnica del territorio vedeva gli azeri all'83,19%, gli armeni al 14,79% ed i curdi all'1,88%, per un totale complessivo di poco meno di 65 000 abitanti.
A seguito delle vicende politiche che portarono alla nascita della repubblica del Nagorno Karabakh, l'Azerbaigian si attivò militarmente (fine gennaio 1992) per recuperare il controllo del territorio. Prese avvio così la guerra che, dopo alterne vicende, si concluderà con l'Accordo di Biškek e la firma del cessate il fuoco a maggio del 1994.
Al termine della battaglia di Kelbajar (27 marzo - 3 aprile 1993) l'intero territorio fu conquistato dall'Esercito di difesa del Nagorno Karabakh.

### Ritorno al controllo azero
L'accordo sul cessate il fuoco che ha posto fine alla guerra dell'Artsakh del 2020, ha previsto il ritorno di gran parte del distretto, ad eccezione dell'area orientale che costituiva una parte dell'ex oblast' autonoma del Nagorno-Karabakh, al controllo dell'Azerbaigian dal 25 novembre 2020.